# Eugène Cosserat
Eugène Maurice Pierre Cosserat (Amiens, 4 marzo 1866 – Tolosa, 31 maggio 1931) è stato un matematico e astronomo francese noto per le sue teorie sui corpi deformabili scritte con suo fratello François.
Cosserat nel 1883 fu ammesso a l'École Normale Supérieure di Parigi, dove ottenne il dottorato nel 1889. Nel 1895 diventò professore di calcolo infinitesimale presso la Facoltà di Scienze dell'Università di Toulouse. Nel 1908 fu nominato professore d'astronomia e direttore dell'Osservatorio di Tolosa, dove rimase in tale incarico per il resto della sua vita. Fu eletto a l'Académie des Sciences nel 1919.
Nella prima parte della sua carriera si è interessato di astronomia, facendo importanti osservazioni sulle stelle doppie, osservando pianeti e comete, e ha compiuto ricerche nel campo della geometria.
Nella seconda parte, lo studio sulla deformazione delle superfici lo ha portato ad interessarsi della teoria dell'elasticità. In tale campo egli ha collaborato con il fratello Francois, un ingegnere. Un importante contributo fu dato dai due fratelli nel campo della Meccanica dei continui con la teoria dei continui polari.
Eugène Cosserat fu segretario degli Annales de la Faculté des Sciences de Toulouse del 1896 al 1930.

## Opere
- Cosserat Eugène, et Cosserat, François. Note sur la théorie de l'action euclidienne[collegamento interrotto]
- Cosserat Eugène, et Cosserat, François. Sur la théorie de l'élasticité. Premier mémoire. Annales de la faculté des sciences de Toulouse Sér. 1, 10, p. I1-I116 (1896).
- Cosserat, Eugène, et Cosserat, François, Sur la statique de la ligne déformable, Comptes Rendus hebdomadaires des séances de l'Académie des sciences (Paris), 145, pp. 1409–1412, 1907.
- Cosserat, Eugène, et Cosserat, François, Sur la théorie des corps minces, Comptes Rendus hebdomadaires des séances de l'Académie des sciences (Paris), 146, pp. 169–172; p. 256, 1908.
- Cosserat, Eugène, et Cosserat, François, Théorie des corps déformables, Hermann et fils, Paris 1909.
- (FR)  A. Buhl Eugène Cosserat. Annales de la faculté des sciences de Toulouse Sér. 3, 23, p. v-viii (1931).